# Eleccions legislatives austríaques de 1983
Les eleccions legislatives del 1983 a Àustria, al Consell Nacional van ser el 24 d'abril de 1983. Els socialdemòcrates foren la força més votada i Fred Sinowatz fou nomenat canceller.

## Resultats
Resum dels resultats electorals de 24 d'abril de 1983 al Consell Nacional d'Àustria
| Partits                    | Partits                                                                         | Vots      | +/- | %     | +/-  | Escons | +/- |
| -------------------------- | ------------------------------------------------------------------------------- | --------- | --- | ----- | ---- | ------ | --- |
|                            | Partit Socialdemòcrata d'Àustria (Sozialdemokratische Partei Österreichs)       | 2.312.529 |     | 47,6  | -3,4 | 90     | -5  |
|                            | Partit Popular d'Àustria (Österreichische Volkspartei)                          | 2.097.808 |     | 43,2  | +1,3 | 81     | +4  |
|                            | Partit Liberal d'Àustria (Freiheitliche Partei Österreichs)                     | 241.789   |     | 5,0   | -1,1 | 12     | +1  |
|                            | Verds Units d'Àustria-Llista Tollman (Vereinte Grüne Österreichs-Liste Tollman) | 65.816    |     | 2,0   |      | —      |     |
|                            | Llista Alternativa d'Àustria- (Die Grünalternativen - Demokratische Liste)      | 31.912    |     | 1,4   |      | —      |     |
|                            | Partit Comunista d'Àustria (Kommunistische Partei Österreichs)                  | 31.912    |     | 0,7   | -0,7 | —      | ±0  |
|                            | Österreich-Partei (ÖP)                                                          | 5.851     |     | 0,1   | =    | -      | -   |
|                            | Moviment Prou Estrangers (AUS)                                                  | 3.914     |     | 0,1   | =    | -      | -   |
|                            | Total (participació 91,18%)                                                     | 4.853.354 |     | 100.0 |      | 183    |     |
| Font: Siemens Austria, BMI |                                                                                 |           |     |       |      |        |     |